# 阿德里安·拉比奥
阿德里安·蒂博·马里·拉比奥（法語：Adrien Thibault Marie Rabiot，發音：[adʁijɛ̃ tibo maʁi ʁabjo]；1995年4月3日—）是一名法國足球員，司職中場。現效力法甲球隊马赛，法國國家足球隊成員。曾效力于意甲俱樂部尤文图斯並擔任副隊長。

## 俱樂部生涯

### 巴黎聖日耳門
2012年7月2日，在Camp des Loges表現出色後，拉比奥與巴黎圣日耳曼簽訂了第一份職業合約，為期三年。
拉比奥特在2012-13赛季前被主教练卡洛·安切洛蒂提拔到巴黎聖日耳門一队。

### 尤文圖斯
2019年7月1日，拉比奧特以自由轉會的方式加盟意甲俱樂部祖雲達斯。
2020年7月7日，拉比奥在對上AC米兰的客場比賽踢進了自己第一個義甲進球。

2021年5月23日，義甲联赛第38轮尤文圖斯客场對上波隆那4-0勝利，拉比奥首发出场，第45分钟踢進一球，是球隊前進歐洲冠軍聯賽的功臣之一。

### 馬賽
2024年9月，阿德里安·拉比奧與法甲球隊马赛簽約兩個賽季。在數週沒有比賽後，拉比奧恢復了身體狀態，並在馬賽奧林匹克俱樂部的中場站穩了腳跟，證明了自己的多面性。他身穿25號球衣，在12月對陣聖伊天的法甲比賽中打進了他代表新俱樂部的首粒進球。隨著賽季的進行，拉比奧特成為球隊場上場下的領袖 。在教練罗伯托·德泽尔比的體系中，他扮演著更具進攻性的角色，在31場比賽中貢獻10粒進球和5次助攻。他是俱樂部晉級歐冠資格賽的關鍵球員，並被球迷評為賽季最佳球員。

## 國家隊生涯
2016年11月15日，拉比奧在法國隊對陣象牙海岸的比賽中首次代表法國國家足球隊出場，在主場0-0戰平的友誼賽第78分鐘後，由於腿筋受傷，湯馬士·林馬替補出場。
經過2018年世界盃預備隊糾紛後，2020年8月27日，拉比奥再次被迪迪埃·德尚召入法國國家足球隊名單。

2021年11月13日，拉比奥在對陣哈萨克的2022年世界盃外圍賽中踢進在國家隊的首球。
2022年11月22日，拉比奥在對陣澳大利亞的2022年國際足總世界盃中踢進在世界盃的首球。

## 特質
拉比奧是左腳球員和左撇子球員，司職中場，可以擔任控球中場或攻擊型中場。他的優勢在於前插能力、回防能力、比賽視野、拼搶犧牲精神以及出色的射門品質。他年紀輕輕就展現出的成熟和個性也令人印象深刻。得益於他強壯的體格，他有時也會出任防守型中場。
他被暱稱為“公爵”，尤其是因為他在球場上的優雅，有時被認為具有貴族氣質。

## 數據
最後更新：2015年4月25日
| 球會         | 賽季     | 聯賽 | 聯賽 | 盃賽 | 盃賽 | 歐洲賽 | 歐洲賽 | 總計 | 總計 |
| 球會         | 賽季     | 出場 | 入球 | 出場 | 入球 | 出場   | 入球   | 出場 | 入球 |
| ------------ | -------- | ---- | ---- | ---- | ---- | ------ | ------ | ---- | ---- |
| 巴黎圣日耳曼 | 2012–13  | 6    | 0    | 2    | 0    | 1      | 0      | 9    | 0    |
| 總計         | 總計     | 6    | 0    | 2    | 0    | 1      | 0      | 9    | 0    |
| 圖盧茲       | 2012–13  | 13   | 1    | 0    | 0    | —      | —      | 13   | 1    |
| 總計         | 總計     | 13   | 1    | 0    | 0    | 0      | 0      | 13   | 1    |
| 巴黎圣日耳曼 | 2013–14  | 25   | 2    | 3    | 1    | 6      | 0      | 27   | 3    |
| 巴黎圣日耳曼 | 2014–15  | 16   | 3    | 8    | 0    | 4      | 0      | 28   | 3    |
| 生涯總計     | 生涯總計 | 60   | 6    | 13   | 1    | 11     | 0      | 83   | 7    |

### 國家隊
最後更新：2025年6月8日
| 國家隊 | 年份 | 上場 | 進球 |
| ------ | ---- | ---- | ---- |
| 法國   | 2016 | 1    | 0    |
| 法國   | 2017 | 4    | 0    |
| 法國   | 2018 | 1    | 0    |
| 法國   | 2019 | 0    | 0    |
| 法國   | 2020 | 5    | 0    |
| 法國   | 2021 | 13   | 1    |
| 法國   | 2022 | 11   | 2    |
| 法國   | 2023 | 7    | 1    |
| 法國   | 2024 | 8    | 2    |
| 法國   | 2025 | 3    | 0    |
| 合計   | 合計 | 53   | 6    |

#### 國家隊進球
最後更新：2024年11月17日
| No. | 日期       | 比賽場地                     | 對手     | 比分 | 賽果 | 賽事                   |
| --- | ---------- | ---------------------------- | -------- | ---- | ---- | ---------------------- |
| 1.  | 2021.11.13 | 法國, 巴黎, 王子公園體育場   |          | 6-0  | 8-0  | 2022年世界盃外圍賽     |
| 2.  | 2022.06.06 | , 斯普利特, 波爾尤德體育場   |          | 1-0  | 1-1  | 2022–23年歐洲國家聯賽A |
| 3.  | 2022.11.22 | , 沃克拉, 南部体育场         |          | 1-1  | 4-1  | 2022年國際足總世界盃   |
| 4.  | 2023.11.18 | 法國, 尼斯, 安聯里維耶拉球場 | 直布罗陀 | 8-0  | 14-0 | 2024年歐洲國家盃外圍賽 |
| 5.  | 2024.11.17 | 義大利, 米蘭, 聖西路球場     | 義大利   | 1–0  | 3–1  | 2024–25年歐洲國家聯賽A |
| 6.  | 2024.11.17 | 義大利, 米蘭, 聖西路球場     | 義大利   | 3–1  | 3–1  | 2024–25年歐洲國家聯賽A |

## 榮譽

### 球會
巴黎聖日耳曼
- 法國足球甲級聯賽冠軍：2013–14、2014–15、2015–16、2017–18、2018–19
- 法國盃冠軍：2014–15、2015–16、2016–17、2017–18
- 法國聯賽盃冠軍：2013–14、2014–15、2015–16、2016–17、2017–18
- 法國超級盃冠軍：2015、2016、2017、2018

 尤文图斯
- 義大利甲組足球聯賽冠軍：2020[18]
- 義大利超級盃冠軍：2020
- 意大利盃冠軍：2020–21、2023–24[19]

### 國家隊
法國U19
- 歐洲U-19足球錦標賽亞軍：2013

 法國
- 歐洲足協國家聯賽冠軍：2020–21[20]

### 個人
- 歐洲U-19足球錦標賽最佳陣容：2013
- 马赛賽季最佳球員：2024–25（球迷票選）

## 外部連結
- Soccerway資料庫：阿德里安·拉比奥
- PSG official profile （法文）
- 亚德里安·拉比奥特 – 法國職業足球聯賽数据 – 支持法语（已存档）
- 阿德里安·拉比奥在《隊報》足球中的档案 （法文）
- 阿德里安·拉比奥－UEFA國際賽競賽紀錄
- French Football Federation profile（页面存档备份，存于） （法文）